# Árpád Szántó
Dans le nom hongrois Szántó, le nom de famille précède le prénom, mais cet article utilise l’ordre habituel en français Szántó, où le prénom précède le nom.
Pour les articles homonymes, voir Szántó.
Árpád Szántó, né le 24 novembre 1966 à Kézdivásárhely en Autriche-Hongrie et mort le septembre 1984, est un lutteur hongrois.
Il participe à la compétition gréco-romaine en poids léger lors des Jeux olympiques de 1912 de Stockholm.